# Montechiaro d’Acqui
Montechiaro d’Acqui (piemontesisch Monciar) ist eine Gemeinde in der italienischen Provinz Alessandria (AL), Region Piemont.

## Lage und Einwohner
Der Gemeinde Montechiaro d’Acqui liegt rund 50 km südwestlich von der Provinzhauptstadt Alessandria auf einer Höhe von 540 Metern über dem Meeresspiegel. Das Gemeindegebiet umfasst eine Fläche von 17 Quadratkilometern und hat 507 Einwohner (Stand 31. Dezember 2023). 
Nachbargemeinden sind Cartosio, Castelletto d’Erro, Denice, Malvicino, Mombaldone, Ponti und Spigno Monferrato.

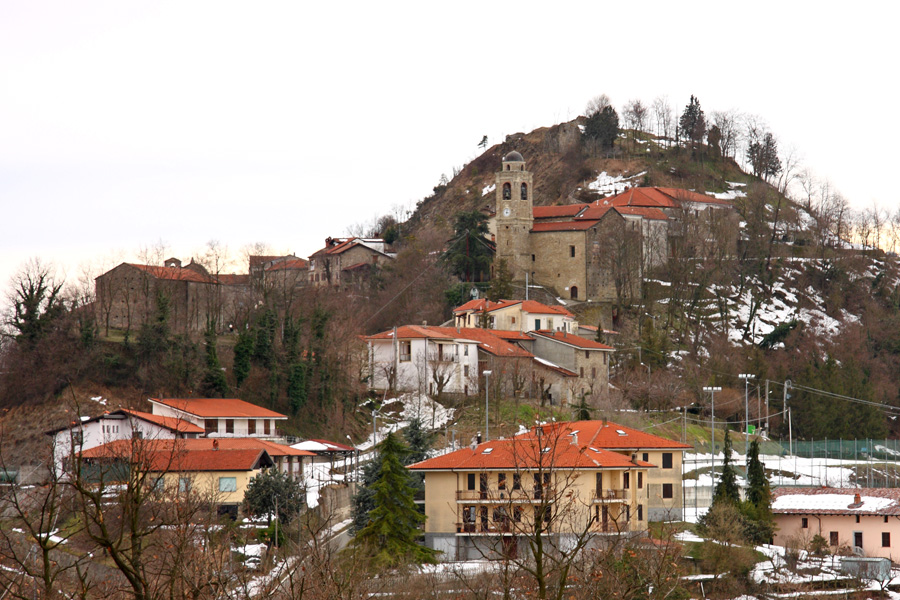
Panorama von Montechiaro d’Acqui

## Kulinarische Spezialitäten
In Montechiaro d’Acqui werden Reben des Dolcetto für den Dolcetto d’Acqui, einen Rotwein mit DOC Status angebaut. Die Beeren der Rebsorten Spätburgunder und/oder Chardonnay dürfen zum Schaumwein Alta Langa verarbeitet werden. Die Sorte Barbera findet Eingang in den Barbera del Monferrato.

## Gemeindepartnerschaft
- Aspremont, seit 2003